# 東京クラッソ!
『東京クラッソ！』（とうきょうクラッソ）は、日本のテレビ番組。TOKYO MXの東京都単独提供番組。2014年4月5日放送開始。2016年9月24日放送終了。

## 概要
東京都の広報番組としての一面があり、毎回1つのテーマに合わせて東京都の情報を伝えるVTRがスタジオで流された。VTRでは回ごとに異なるレポーターが起用されていた。番組後半に月毎のテーマに合わせて東京都を紹介するミニコーナー『Made in TOKYO』と、東京都の施設やイベントの告知が入っていた。
2014年9月27日の放送回以降、多摩地域の内容を紹介する回ではたまらんにゃ～という多摩のゆるきゃらが登場し、VTRと関係ある多摩の名物を持ってくることがあった。
2015年1月17日、10月24日の放送回ではたまらんにゃ～がロケのレポーターとして登場した。
2015年1月3日の放送回ではVTRは無く、代わりに獅子舞や江戸独楽芸をスタジオで披露した。
2015年3月21日の放送回ではMCの島田が東京マラソンに挑戦し、全編ロケでその挑戦を放送した。

## 放送時間の変遷
2014年4月5日 - 2015年3月28日
- 毎週土曜日10:00 - 10:30、日曜日21:00 - 21:30（再放送）

2015年4月4日 - 2016年3月26日
- 毎週土曜日11:30 - 11:59、日曜日21:30 - 22:00（再放送）

2016年4月2日 - 2016年9月24日
- 毎週土曜日7:30 - 8:00、日曜日21:30 - 22:00（再放送）

## スタッフ
- 企画構成：吉田貴秀
- 企画協力：榎淳一郎
- 番組ロゴ：大見康裕
- 技術プロデューサー：沼波圭介、相澤伸之介
- 美術：津留啓亮
- 編集：田中俊、新部裕司
- MA：船田浩二
- 音効：矢込弘明
- AP：向新和也、高橋直彦
- AD：安藤元気、石井満梨奈、金嶋朝陽、井上純平、松井拓也
- ディレクター：坂本篤、矢野伴親、足立聡介、和田彩
- 総合演出：須田基之
- プロデューサー：佐藤仁、小山晃司、中尾幸男、菱田光彦、新井智道、森下徹、吉田剛、望月博之、小野鉄二郎
- 技術：東通、Bull
- 制作協力：FOREST UP
- 制作：テレパック
- 製作著作：TOKYO MX
- 提供：東京都

## 放送リスト
|    | 放送日         | サブタイトル                               | レポーター・ゲスト               | Made in TOKYO              |
| -- | -------------- | ------------------------------------------ | -------------------------------- | -------------------------- |
| 1  | 2014年4月5日   | COOL TOKYO いらっしゃいませ!               | 小島よしお                       | 東京の粋な春みやげ         |
| 2  | 2014年4月12日  | 東京のお得な歩き方                         | アントキの猪木                   | 東京の粋な春みやげ         |
| 3  | 2014年4月19日  | 東京グルメの底力                           | 大木淳夫                         | 東京の粋な春みやげ         |
| 4  | 2014年4月26日  | ぐるっとパスを200%活用する方法             | 渡辺美奈代                       | 東京の粋な春みやげ         |
| 5  | 2014年5月3日   | 東京パラリンピック2020! さきどりアスリート | 大日方邦子                       | 東京花名所                 |
| 6  | 2014年5月10日  | 意外と知らない東京みなとめぐり             | 田中律子                         | 東京花名所                 |
| 7  | 2014年5月17日  | 東京はどう変わる? 国家戦略特区SP!          | 舛添要一 原田泳幸                | 東京花名所                 |
| 8  | 2014年5月24日  | 東京いちば探検隊                           | 大木淳夫                         | 東京花名所                 |
| 9  | 2014年5月31日  | 東京ちゃり散歩 玉川上水ぶらり旅            | 水野裕子                         | 東京花名所                 |
| 10 | 2014年6月7日   | 行こうぜ! ふくしま いわきツアー            | 大林素子                         | 東京音風景                 |
| 11 | 2014年6月14日  | 徹底解剖! 首都大学東京                     | 政井マヤ                         | 東京音風景                 |
| 12 | 2014年6月21日  | よみがえる 東京の川風景                    | 渡部陽一                         | 東京音風景                 |
| 13 | 2014年6月28日  | 子育てママ応援プロジェクト                 | はねだえりか 岩瀬菜穂            | 東京音風景                 |
| 14 | 2014年7月5日   | 夏休み直前SP まるごと伊豆大島～海編        | 勅使川原郁恵                     | 東京夏の風物詩             |
| 15 | 2014年7月12日  | 夏休み直前SPまるごと伊豆大島～山編         | 勅使川原郁恵                     | 東京夏の風物詩             |
| 16 | 2014年7月19日  | 図書館そのウラ側！                         | 森永卓郎                         | 東京夏の風物詩             |
| 17 | 2014年7月26日  | 目指せ2020! TOKYOジュニアアスリート        | -                                | 東京夏の風物詩             |
| 18 | 2014年8月2日   | 奥多摩のなつやすみ                         | 小野真弓                         | 水の都東京の橋             |
| 19 | 2014年8月9日   | 芸術でバリアフリーな未来へ                 | 岡部太郎                         | 水の都東京の橋             |
| 20 | 2014年8月16日  | 東京沿線さんぽ 都電荒川線                  | 三遊亭好楽                       | 水の都東京の橋             |
| 21 | 2014年8月23日  | 文化創造発信都市TOKYO                      | 舛添要一 野田秀樹                | 水の都東京の橋             |
| 22 | 2014年8月30日  | 備えは万全? 防災力向上プロジェクト         | 山村武彦                         | 水の都東京の橋             |
| 23 | 2014年9月6日   | TOKYOワールドグルメツアー                  | 大木淳夫                         | 東京生まれの地ビール       |
| 24 | 2014年9月13日  | TOKYOワンだふるスポット! 御岳山            | 島田秀平 福島和可菜              | 東京生まれの地ビール       |
| 25 | 2014年9月20日  | 東京庭園アカデミー                         | 泉麻人 鈴木誠                    | 東京生まれの地ビール       |
| 26 | 2014年9月27日  | 味覚の秋! モノレールで多摩ベジめぐり       | 大桃美代子                       | 東京生まれの地ビール       |
| 27 | 2014年10月4日  | 東京オリンピック半世紀1964-2014            | 本田大三郎                       | 職人の秋                   |
| 28 | 2014年10月11日 | 行こうぜ! ふくしま 会津ツアー              | 水野裕子                         | 職人の秋                   |
| 29 | 2014年10月18日 | たまらんウォーク 青梅編                    | 山口昌彦 星名利華                | 職人の秋                   |
| 30 | 2014年10月25日 | パワー・オブ・ウーマン                     | 佐々木かをり                     | 職人の秋                   |
| 31 | 2014年11月1日  | スポーツしようよ!                          | 島田秀平                         | 写真家師岡宏次のまなざし   |
| 32 | 2014年11月8日  | 大人の社会科見学 ごみのゆくえ              | 立川談笑                         | 写真家師岡宏次のまなざし   |
| 33 | 2014年11月15日 | 葛西臨海水族園 徹底攻略ガイド              | ユージ                           | 写真家師岡宏次のまなざし   |
| 34 | 2014年11月22日 | おもてなし東京流儀                         | 川本佐奈恵                       | 写真家師岡宏次のまなざし   |
| 35 | 2014年11月29日 | 瞳とココロに光を!                          | 松野明美                         | 写真家師岡宏次のまなざし   |
| 36 | 2014年12月6日  | 東京スイーツものがたり                     | 芝田山親方                       | 東京冬の味覚               |
| 37 | 2014年12月13日 | 東京駅100年アニバーサリー                  | 高樹千佳子                       | 東京冬の味覚               |
| 38 | 2014年12月20日 | ボランティアのはじめ方                     | ダニエル・カール 筑波君枝        | 東京冬の味覚               |
| 39 | 2014年12月27日 | 多摩ネクストジェネレーション！             | 舛添要一                         | 東京冬の味覚               |
| 40 | 2015年1月3日   | 東京のお正月                               | -                                | -                          |
| 41 | 2015年1月10日  | 時代を超える! 江戸モノづくり               | 英玲奈                           | 江戸いろはかるたで老舗巡り |
| 42 | 2015年1月17日  | 開運招福! 東京パワースポット               | 島田秀平 桃瀬美咲 たまらんにゃ～ | 江戸いろはかるたで老舗巡り |
| 43 | 2015年1月24日  | ファイヤーファイターへの道                 | 室伏由佳 並木功                  | 江戸いろはかるたで老舗巡り |
| 44 | 2015年1月31日  | 外国人から見たTOKYO                        | ジョセフ・テイム                 | 江戸いろはかるたで老舗巡り |
| 45 | 2015年2月7日   | I LOVE 銭湯                                | 佐藤弘道 町田忍                  | 東京に湧き出る音楽         |
| 46 | 2015年2月14日  | カウントダウン! 東京マラソン2015           | 島田秀平                         | 東京に湧き出る音楽         |
| 47 | 2015年2月21日  | たまらんウォーク 府中編                    | 高樹千佳子 山口昌彦              | 東京に湧き出る音楽         |
| 48 | 2015年2月28日  | 全線開通! 首都高中央環状線                 | 石井あつこ                       | 東京に湧き出る音楽         |
| 49 | 2015年3月7日   | 助け合おう! 防災まちづくり                 | 大桃美代子 松島康生              | 街を語る建物               |
| 50 | 2015年3月14日  | 庭園美術館のあるきかた                     | 藤森照信 辛酸なめ子              | 街を語る建物               |
| 51 | 2015年3月21日  | 東京マラソン2015スペシャル                 | -                                | 街を語る建物               |
| 52 | 2015年3月28日  | 多摩の地酒でほろ酔い気分!                  | 水野裕子                         | 街を語る建物               |
| 53 | 2015年4月4日   | 大江戸線でめぐるお江戸の老舗               | 小日向えり 立川談笑              | 江戸に下りし文化           |
| 54 | 2015年4月11日  | 世界へ発信! 文化のチカラ                   | 舛添要一 日比野克彦              | 江戸に下りし文化           |
| 55 | 2015年4月18日  | もっと知りたい! 異文化コミュニケーション   | マリア・テレサ・ガウ 石毛照栄    | 江戸に下りし文化           |
| 56 | 2015年4月25日  | ぐるっとパスで芸術散歩                     | 瀧口友理奈                       | 江戸に下りし文化           |
| 57 | 2015年5月2日   | 東京ちゃり散歩 都心の街をぶらり旅          | 小椋久美子                       | 本と人の出会う場所         |
| 58 | 2015年5月9日   | 東京アナザーワールド檜原村                 | 佐藤唯                           | 本と人の出会う場所         |
| 59 | 2015年5月16日  | 生まれ変わった江戸東京博物館               | 美甘子 永山昌克 小林淳一         | 本と人の出会う場所         |
| 60 | 2015年5月23日  | とうきょう食材フルコース!                  | 大木淳夫                         | 本と人の出会う場所         |
| 61 | 2015年5月30日  | まちかどタイムトラベラー                   | 香屋ルリコ 米山勇                | 本と人の出会う場所         |
| 62 | 2015年6月6日   | 行こうぜ! ふくしま日本一ツアー             | 磯山さやか                       | 小粋に夏をまとう           |
| 63 | 2015年6月13日  | 大人の社会科見学～水道のしくみ             | 立川談笑                         | 小粋に夏をまとう           |
| 64 | 2015年6月20日  | 希望! 情熱! パラリンピックへの道           | 星義輝                           | 小粋に夏をまとう           |
| 65 | 2015年6月27日  | ゆらり揺られてゆりかもめ                   | ジャガー横田 木下大維志          | 小粋に夏をまとう           |
| 66 | 2015年7月4日   | まるごと三宅島! まなぶ・あそぶ編           | 四元奈生美                       | お江戸の夏味覚             |
| 67 | 2015年7月11日  | まるごと三宅島! ふるさと編                 | 四元奈生美                       | お江戸の夏味覚             |
| 68 | 2015年7月18日  | ただいま進化中! 首都大学10周年             | -                                | お江戸の夏味覚             |
| 69 | 2015年7月25日  | きらきらWOMANプロジェクト                  | 舛添要一 ドラ・トーザン          | お江戸の夏味覚             |
| 70 | 2015年8月1日   | LOVE! ライブラリー                         | 泉麻人 猪谷千香                  | 東京のビアガーデンで乾杯   |
| 71 | 2015年8月8日   | Shall We ボランティア?                     | 藤岡みなみ                       | 東京のビアガーデンで乾杯   |
| 72 | 2015年8月15日  | 東京ロケたびに出かけよう                   | 有村昆                           | 東京のビアガーデンで乾杯   |
| 73 | 2015年8月22日  | 目指せ2020! TOKYOジュニアアスリート第2弾   | -                                | 東京のビアガーデンで乾杯   |
| 74 | 2015年8月29日  | 水素社会、はじまる!                        | 吉田由美 大我さやか              | 東京のビアガーデンで乾杯   |
| 75 | 2015年9月5日   | 防災TOKYO大作戦!                           | 池上三喜子                       | 東京の横丁                 |
| 76 | 2015年9月12日  | セカンドライフドリーム                     | 片桐実央                         | 東京の横丁                 |
| 77 | 2015年9月19日  | たまらんフレンズの多摩ガイドPART1          | 寺嶋由芙 たまらんにゃ〜          | 東京の横丁                 |
| 78 | 2015年9月26日  | 広がれ! 被災地支援の輪!                    | 芦田多恵                         | 東京の横丁                 |
| 79 | 2015年10月3日  | レッツ! トライ! スポーツ!                  | 島田秀平 大畑大介                | ヘブンアーティスト         |
| 80 | 2015年10月10日 | 都バスで行く! 下町グルメツアー             | 大木淳夫 おごせ綾                | ヘブンアーティスト         |
| 81 | 2015年10月17日 | 出動! 子どもの笑顔みまもり隊               | 杉崎和久                         | ヘブンアーティスト         |
| 82 | 2015年10月24日 | 多摩の湯めぐりツアー                       | 町田忍 たまらんにゃ〜            | ヘブンアーティスト         |
| 83 | 2015年10月31日 | TOKYOからの招待状                          | 市川宏雄                         | ヘブンアーティスト         |
| 84 | 2015年11月7日  | 東京沿線さんぽ～日暮里・舎人ライナー編     | 柳亭楽輔                         | 東京の宿場町               |
| 85 | 2015年11月14日 | 世界が驚くTOKYOものづくりPART1             | ホリ 石島辰太郎                  | 東京の宿場町               |
| 86 | 2015年11月21日 | 平成お江戸の舟遊び                         | 久保純子 島田秀平 小林祐一       | 東京の宿場町               |
| 87 | 2015年11月28日 | 東京の玄関! 羽田空港徹底ガイド             | ラッシャー板前                   | 東京の宿場町               |
| 88 | 2015年12月5日  | 大人の社会見学 道路のナゾ                  | 立川談笑 田村奈己                | 父の背を追う若き職人       |
| 89 | 2015年12月12日 | 世界のみんなが輝くまち                     | セイン・カミュ にしゃんた        | 父の背を追う若き職人       |
| 90 | 2015年12月19日 | 年末買い出しツアー2015                     | 藤田朋子                         | 父の背を追う若き職人       |
| 91 | 2015年12月26日 | 東京バリアフリープロジェクト!              | 水野裕子                         | 父の背を追う若き職人       |